# 周飾頭亜目
周飾頭亜目（しゅうしょくとうあもく）または縁頭亜目（えんとうあもく、学名: Marginocephalia）は、角脚類に属する恐竜の一群。

## 概要
爬虫綱鳥盤目の中の一グループであり、角竜類と堅頭竜類（パキケファロサウルスなど）を含んでいる。これらの恐竜は全て草食性であり、2本足もしくは4本足で歩行し、頭蓋骨の後部に突起やフリル様の構造を持つ点が特徴である。このグループはジュラ紀に出現し、白亜紀後期には繁栄を遂げ、特に北半球（ローラシア大陸）に広く分布するようになった。一方で南半球（ゴンドワナ大陸）では化石証拠に乏しい。

## 系統
- 周飾頭亜目 Marginocephalia
  - 堅頭竜下目 Pachycephalosauria
  - 角竜下目 Ceratopsia